# Kamienica przy ulicy Urzędniczej 45 w Krakowie
Kamienica przy ulicy Urzędniczej 45 – zabytkowa kamienica znajdująca się w Krakowie, w dzielnicy V przy ulicy Urzędniczej, na Krowodrzy.
Kamienica została wzniesiona w 1935 roku według projektu architektów Leopolda Bachnera oraz Maurycego Stiela.
Budynek znajduje się w gminnej ewidencji zabytków.